# 胡韶
胡韶（？—1539年），江西鄱阳縣人。明朝政治人物。

## 生平
成化十年（1474年）甲午科江西鄉試举人，成化二十年（1484年）甲辰科二甲四十八名進士。弘治十二年官嚴州府知府，有“胡青天”之號。十八年十一月升湖廣布政司右參政，正德四年（1509年）因劉道龍案被罚米一百石，後轉廣西左參政，七年八月升廣東右布政使，八年九月升福建左布政使，十年十月升順天府府尹，十三年九月升刑部右侍郎，三年秩满，十四年五月荫子胡岱为国子生。世宗继位，被刑科右给事中刘夔弹劾致仕。嘉靖十八年（1539年）十一月卒，赐祭葬如例，赠刑部尚书。